# Cara Black (écrivain)
Pour les articles homonymes, voir Black et Cara Black (homonymie).
Cara Black, née le 14 novembre 1951 à Chicago, dans l’État de l'Illinois, est une romancière américaine, auteure de roman policier.

## Biographie
Née à Chicago, elle grandit dans la région de la baie de San Francisco où ses parents déménagent quand elle n'a que cinq ans. Elle suit les cours du Cañada College de Redwood City, en Californie, voyage et travaille en Europe, notamment en Suisse, puis part au Japon où elle enseigne l'anglais et entreprend des études en Histoire de la Chine à l’université Sophia qui se trouve située dans le quartier de Yotsuya à Tokyo. Elle revient ensuite aux États-Unis et obtient un diplôme d'études en enseignement de l’université d'État de San Francisco. Elle devient professeur, puis directrice d’école maternelle, avant d’intégrer le programme Head Start et de travailler dans le quartier de Chinatown de la ville de San Francisco.
Admiratrice depuis son adolescence de la littérature française et, en particulier de l'œuvre de Romain Gary, elle amorce en 1999 une carrière de romancière avec la parution d’une série policière consacrée à Aimée Leduc, une détective privée américaine qui mène ses enquêtes à Paris. Chaque roman a pour particularité de se dérouler dans un quartier ou un arrondissement différent, à la manière de la série Les Nouveaux Mystères de Paris de Léo Malet.
En 2012, elle reçoit la médaille d’argent de la Ville de Paris.

## Œuvre

### Romans

#### SérieAimée Leduc
- Murder in the Marais (1999) Publié en français sous le titre Les Petits meurtres de Paris, traduction de Michèle Zacayus, Saint-Victor-d'Épine, City, 2009.
- Murder in Belleville (2000)
- Murder in the Sentier (2002) Publié en français sous le titre Meurtre au Sentier, traduction de Béatrice Dunner, Paris, Anatolia, 2008.
- Murder in the Bastille (2003)
- Murder in Clichy (2005)
- Murder in Montmartre (2006)
- Murder on the Ile Saint-louis (2007)
- Murder in the Rue de Paradis (2008)
- Murder in the Latin Quarter (2009)
- Murder in the Palais Royal (2010)
- Murder in Passy (2011)
- Murder at the Lanterne Rouge (2012)
- Murder Below Montparnasse (2013)
- Murder in Pigalle (2014)
- Murder on the Champ de Mars (2015)
- Murder on the Quai (2016)
- Murder in Saint Germain (2017)
- Murder on the Left Bank (2018)
- Murder in Bel-Air (2019)
- Murder at the Porte de Versailles (2022)
- Murder at la Villette (2024)

#### SérieKate Rees
- Three Hours in Paris (2020)
- Night Flight to Paris (2023)

## Prix et distinctions notables
- Nomination au prix Anthony du meilleur premier roman en 2000 avec Murder in the Marais[1].
- Nomination au prix Macavity du meilleur premier roman en 2000 avec Murder in the Marais[2].
- Nomination au prix Anthony du meilleur roman en 2003 avec Murder in the Sentier[1].
- Médaille d’argent de la Ville de Paris en 2012.
- Nomination au Left Coast Crime Calamari Award avec Murder Below Montparnasse en 2014.
- Nomination au prix Hammett en 2020 avec Three Hours in Paris[3]
- Nomination au prix Lefty en 2024 avec Night Flight to Paris[4]